# America (álbum de 30 Seconds to Mars)
America é o quinto álbum de estúdio da banda de rock alternativo 30 Seconds to Mars, lançado a 6 de abril de 2018.
Produzida por Jared Leto ao lado de Yellow Claw, Zedd, Robopop, e outros, O álbum representa uma mudança drástica das composições experimentais entre seus esforços anteriores, optando por um som influenciado por música eletrônica e pop. Liricamente, é um álbum conceitual que explora temas como política, sexo e fama. O álbum foi promovido com três singles - "Walk on Water", "Dangerous Night" e "Rescue Me" - além do Monolith Tour.
A capa do album possui déz versões para cada páis.
O álbum recebeu críticas polarizadas dos críticos. Alguns elogiaram os temas conceituais, enquanto outros achavam que não estavam totalmente desenvolvidos; Os críticos também foram divididos sobre a mudança de som da banda. Após o seu lançamento, America estreou no número dois na Billboard 200 dos EUA, tornando-se a maior entrada da banda no gráfico, e alcançou o top cinco em vários outros países.

## Faixas
| N.º            | Título                                  | Produção                      | Duração |  |
| 1.             | "Walk on Water"                         | J. Leto                       | 3:05    |  |
| 2.             | "Dangerous Night"                       | Zedd, J. Leto                 | 3:19    |  |
| 3.             | "Rescue Me"                             | KillaGraham, J. Leto          | 3:37    |  |
| 4.             | "One Track Mind" (featuring A$AP Rocky) | Robopop, J. Leto, KillaGraham | 4:20    |  |
| 5.             | "Monolith"                              | J. Leto                       | 1:38    |  |
| 6.             | "Love Is Madness" (featuring Halsey)    | J. Leto, Jamie Schefman       | 3:54    |  |
| 7.             | "Great Wide Open"                       | J. Leto                       | 4:49    |  |
| 8.             | "Hail to the Victor"                    | J. Leto, Yellow Claw          | 3:22    |  |
| 9.             | "Dawn Will Rise"                        | Schefman, J. Leto             | 3:57    |  |
| 10.            | "Remedy"                                | J. Leto                       | 3:17    |  |
| 11.            | "Live Like a Dream"                     | J. Leto                       | 4:06    |  |
| 12.            | "Rider"                                 | Tommy English, J. Leto        | 2:58    |  |
| Duração total: | Duração total:                          | Duração total:                | 42:22   |  |

## Tabelas
| Paradas musicais (2018)                 | Melhor posição |
| --------------------------------------- | -------------- |
| Austrália (ARIA)                        | 10             |
| Áustria (Ö3 Austria Top 40)             | 1              |
| Bélgica (Ultratop Flandres)             | 6              |
| Bélgica (Ultratop Valônia)              | 7              |
| Canadá (Billboard)                      | 3              |
| Chéquia (ČNS IFPI)                      | 4              |
| Países Baixos (Dutch Charts)            | 14             |
| Finlândia (Suomen virallinen lista)     | 13             |
| Alemanha (Offizielle Deutsche Charts)   | 1              |
| Irlanda (IRMA)                          | 15             |
| Itália (FIMI)                           | 2              |
| Nova Zelândia (RMNZ)                    | 36             |
| Noruega (VG-lista)                      | 20             |
| Polónia (ZPAV)                          | 4              |
| Escócia (Official Scottish Albums)      | 4              |
| Eslováquia (ČNS IFPI)                   | 8              |
| Espanha (PROMUSICAE)                    | 9              |
| Suécia (Sverigetopplistan)              | 24             |
| Suíça (Schweizer Hitparade)             | 2              |
| Reino Unido (Official Albums Chart)     | 4              |
| Estados Unidos Billboard 200            | 2              |
| Estados Unidos (Top Alternative Albums) | 1              |
| Estados Unidos (Top Rock Albums)        | 1              |